# ولایت تاجیما

نقشه ژاپن در سال ۱۸۶۸ میلادی. این ولایت با رنگ تیره مشخص شده است.

ولایت تاجیما (به ژاپنی: 但馬国 Tajima no Kuni) یکی از ولایت‌ها در تقسیم‌بندی کشوری قدیم ژاپن بود.